# 취리히 교통공사
취리히 교통공사(독일어: Verkehrsbetriebe Zürich, VBZ)는 스위스 취리히시의 대중교통 사업자이며, 취리히시가 지분을 전적으로 소유하고 있는 공기업이다. 이전에는 슈테트티쉬 슈트라센반 취리히(Städtische Strassenbahn Zürich, StStZ)로 알려진 이 조직은 1896년에 설립되어 1950년에 현재의 이름을 채택했다.
VBZ는 트램, 트롤리버스, 버스와 강삭철도를 소유하고, 운영한다. 또한 더 많은 강삭철도 케이블, 랙 철도 및 슈타트반 글라탈 경전철 시스템을 운영하지만 소유하지 않는다.
VBZ의 모든 여객 서비스는 취리히주 대중교통 당국인 취리히 베르케르스베르분트(ZVV)가 제공하는 관세와 발권 시스템 내에서 운영된다. ZVV 관세는 취리히 S-반을 포함한 도시 안팎의 다른 여객 운송 서비스를 포함하지만, VBZ가 직접 운영하지는 않는다.

## 역사
취리히시가 엘렉트리슈 슈트라센반 취리히(ESZ)를 매입한 1896년에 슈테티쉬 슈트라센반 취리히(StStZ)가 탄생했다. 그러나 개인 소유의 트램 시스템은 1882년부터 도시에서 운영되었으며, 1931년까지 도시 내 트램 시스템의 민간과 공공 운영이 동시에 계속되었으며, StStZ는 점차 민간 부문 회사를 인수했다.
1927년 StStZ는 최초의 모터버스 노선을 도입했으며, 1939년에는 최초의 트롤리버스 노선에 합류했다. 1940년 StStZ는 스위스 스탠다드 트램의 첫 번째 프로토타입을 도입하여 트램의 현대화를 시작했다. 스위스가 중립국을 유지했음에도 불구하고 제2차 세계 대전의 경제적 영향은 프로그램을 둔화시켰으며, 1953년까지 VBZ는 177개의 트램을 납품했다.
1950년 StStZ는 서비스의 광범위한 특성을 반영하기 위해 베르케르스베트리베 데르 슈타트 취리히(Verkehrsbetriebe der Stadt Zürich, VBZ)로 이름을 변경했다. 이 이름은 1978년 베르케르스베트리베 취리히(Verkehrsbetriebe Zürich)로 더욱 정교하게 꾸며졌으며, 일부 마케팅 맥락에서 VBZ Züri-Linie라는 이름을 사용했다.

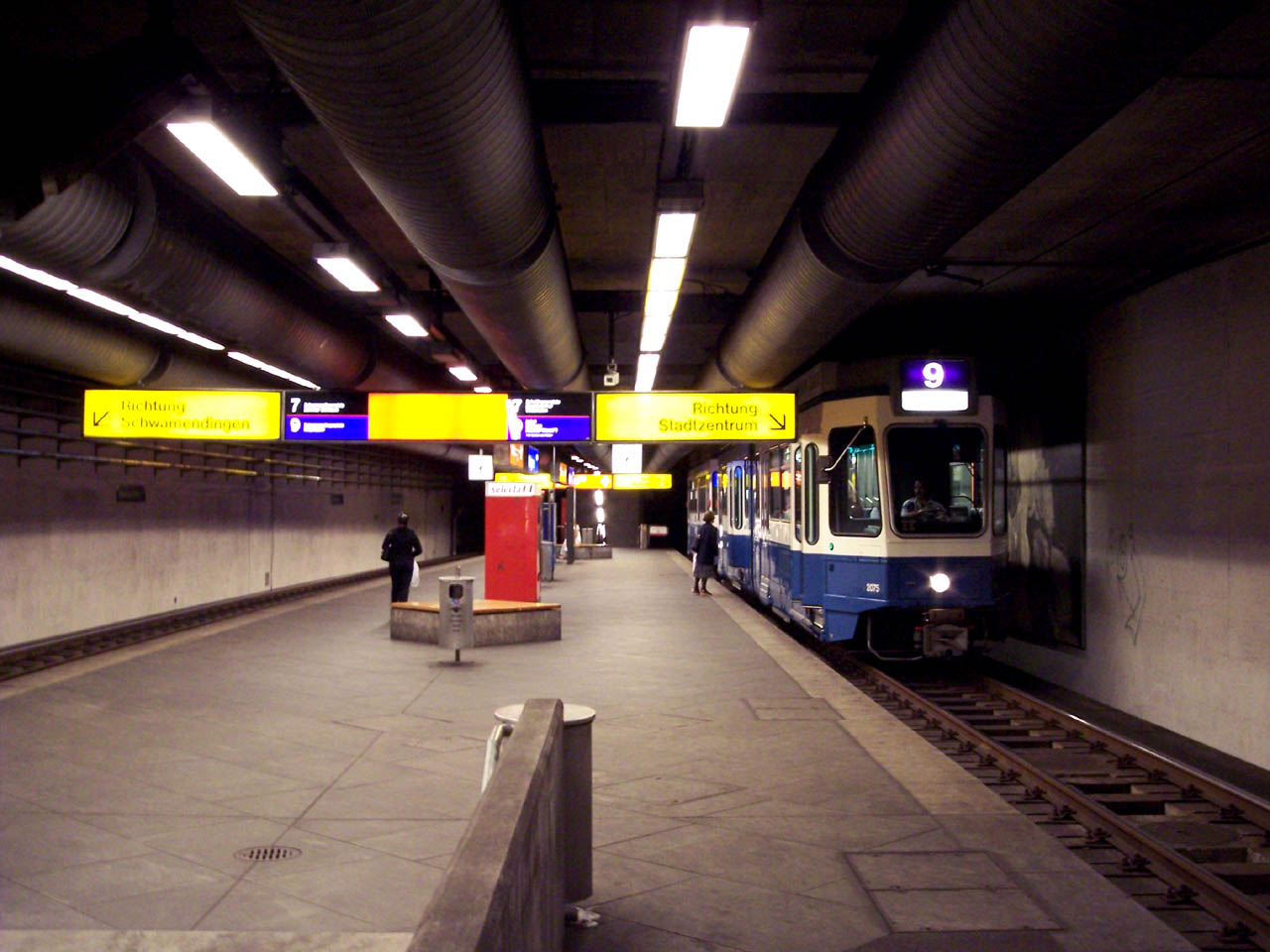
거부된 U-반 역의 건설

1962년, 지하철 또는 U-반 네트워크에 대한 제안은 1973년에 취리히의 유권자들에 의해 반복적으로 거부당했다. 그럼에도 불구하고, U-반의 여러 확장망이 건설되기는 했지만, 개통되지는 못했다. 오늘날, 이러한 확장망이 VBZ 트램망으로 사용되며, 다른 하나는 취리히 중앙역에서 질탈 취리히 위틀리베르크 철도(SZU)의 종점으로 사용된다.
1990년, VBZ는 취리히 교통망으로 취리히주 전역에 걸쳐 대중교통을 제공하고, 관세를 조정하는 단체인 취리히 교통망(취리히 베르케르스베르분트, ZVV)의 파트너가 되었다. 2006년 슈타트반 글라탈의 1단계가 개통되었고, 2008년과 2010년에 추가 단계가 개통되었다. 2011년 취리히 서부 프로젝트의 개통으로 도시 트램망이 확장되었다.

## 트램

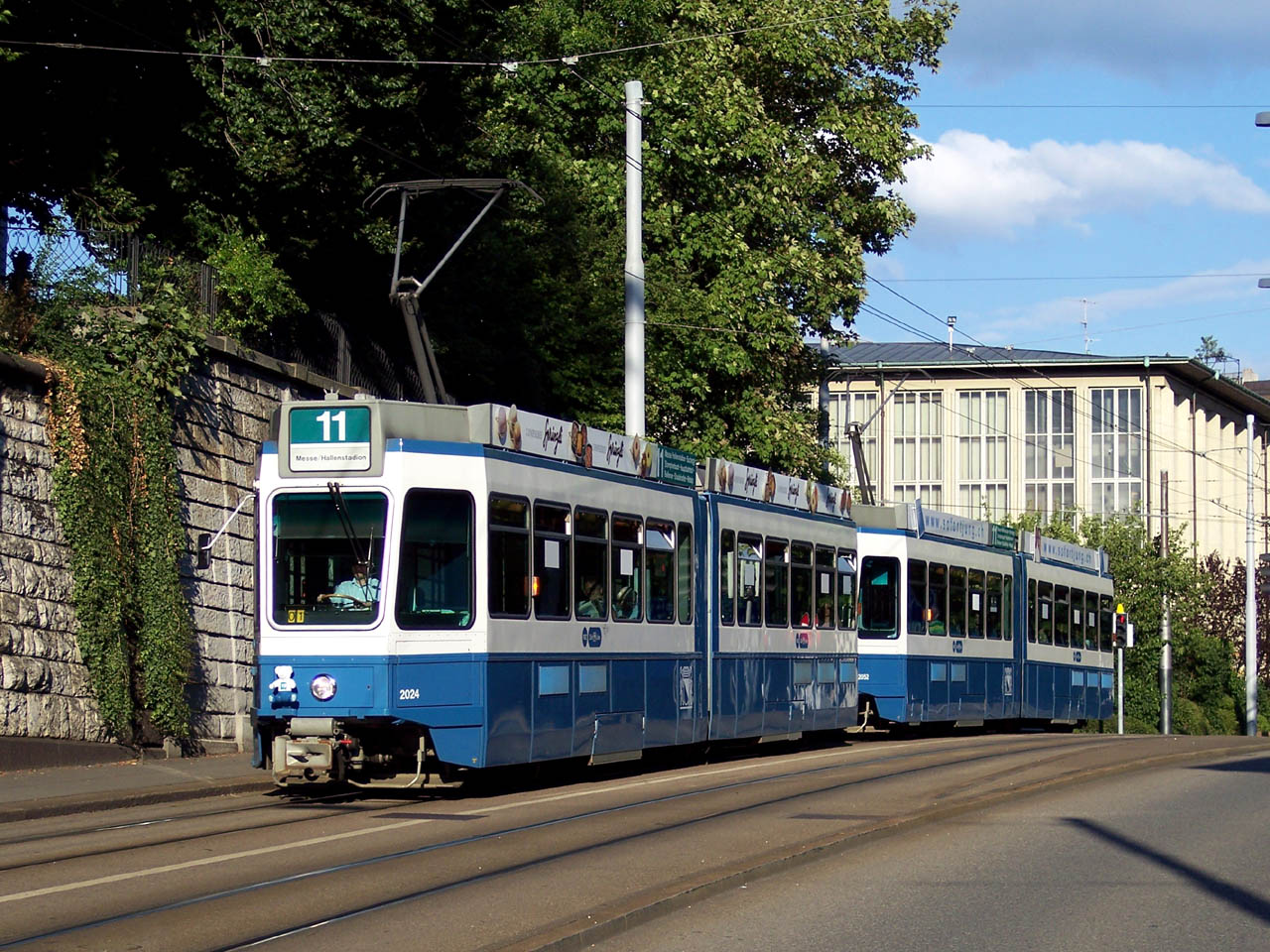
일반적인 VBZ 노면 트랙의 2개 구간의 트램 2000 트램 한 대

트램은 대부분의 도시 지역을 연결하는 트램망과 함께 도시 대중교통에 중요한 기여하고 있으며, 시내 대중교통의 중추이다. 대부분의 트램 노선은 도심을 경유하여, 도심 곳곳까지 운행된다.
VBZ는 도시 내 트램 인프라를 소유하고 있으며, 자체 인프라와 도시 북쪽에 위치한 베르케르스베트리베 글라탈(VBG)이 소유한 경전철 시스템인 슈타트반 글라탈의 인프라를 통해 트램을 운영하고 있다. 슈타트반 글라탈을 통해 운항하는 노선 중 일부는 VBG 노선으로 브랜드화되어 있지만, 이러한 모든 서비스는 실제로 VBZ가 VBG와 계약을 맺고 운영된다.
VBZ와 VBG의 공동 트램망은 15개의 별도 노선으로 구성된다. 이 네트워크는 미터궤 트랙에서 작동하며 600V DC의 가공 전차선을 사용하여 전철화되었다. VBZ 인프라는 주로 노면에 기반을 두고 있으며, 다른 도로 교통과의 분리된 정도는 다양하지만, 원래 중단된 지하철 시스템을 위해 건설되었다. 트램 사용을 위해 수정된 북동부 취리히의 트램 터널을 제외하고, 트램 전용 통행을 거의 하지 않는다. 반면, VBG 인프라에서 VBZ 트램은 전용 트랙의 긴 연장선에서 운행된다.

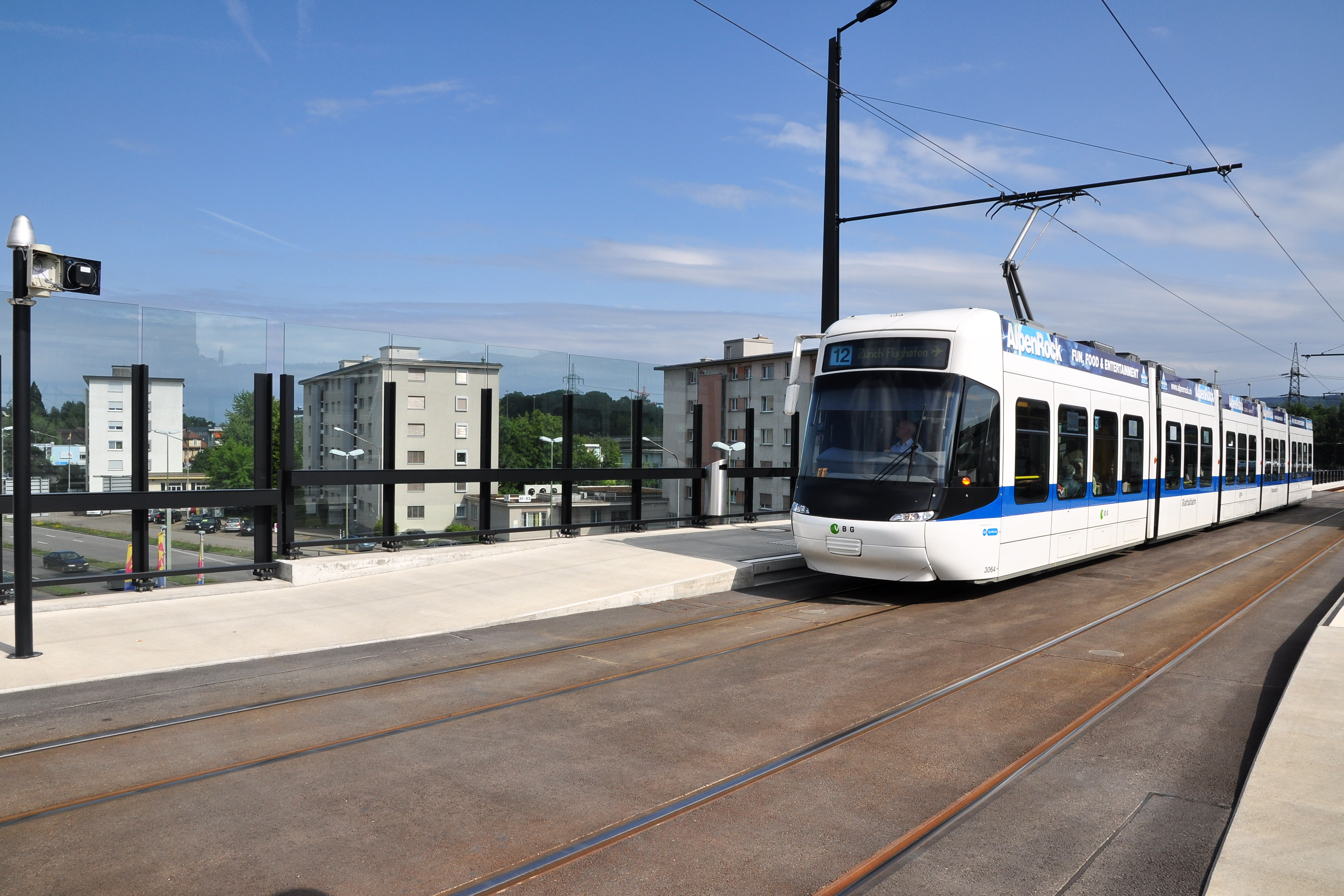
슈타트반 글라탈의 통행권 VBG에서 봄바디어 코브라 저상 트램

독립적인 포어히반(FB) 철도는 VBZ 선로를 사용하여 도시의 동쪽 가장자리에서 취리히 중심부까지 도달한다. FB 열차는 주로 노선의 이 구간에서 VBZ 트램 노선과 선로를 공유하며, 노면에서 운행하지만, 트램망의 일부가 아닌 도시 S-반 철도망의 일부로 분류된다. 취리히 트램 박물관(Tram-Museum Zürich)과 악티콘 프로 젝시트램(Aktion Pro Sächsitram)이라는 두 회원 협회도 VBZ 트랙을 사용하여 가끔 유산 트램 서비스를 운영하고 있다.
VBZ는 313대의 트램 차량을 보유하고 있으며, 그 사이에는 연간 1,600만 km 이상의 차량을 운행하고 있다. 이 중 88개는 2001년과 2010년 사이에 제공된 현대적인 저상 봄바디어 코브라 트램이다. 일반 여객 서비스의 나머지 모든 트램은 트램 2000 설계이며, 그중 201대의 차량이 1976년과 1992년 사이에 인도되었다. 트램 2000은 고층 디자인이지만, 23개의 트램이 저상 중앙 구역을 추가하여 재건되었다. 일반적으로 단일로 운행되는 5개 구간 코브라와 달리, 트램 2000 차량은 하나, 둘 또는 (재건 유닛의 경우) 3개의 구간으로 구성되어 있으며, 대부분의 경우 여러 구역에서 운행한다.
트램망은 연간 2억 2,000만 명의 승객을 태우고 있으며, 최대 3억 6,800만 km를 운행한다.

## 버스

### 트롤리버스

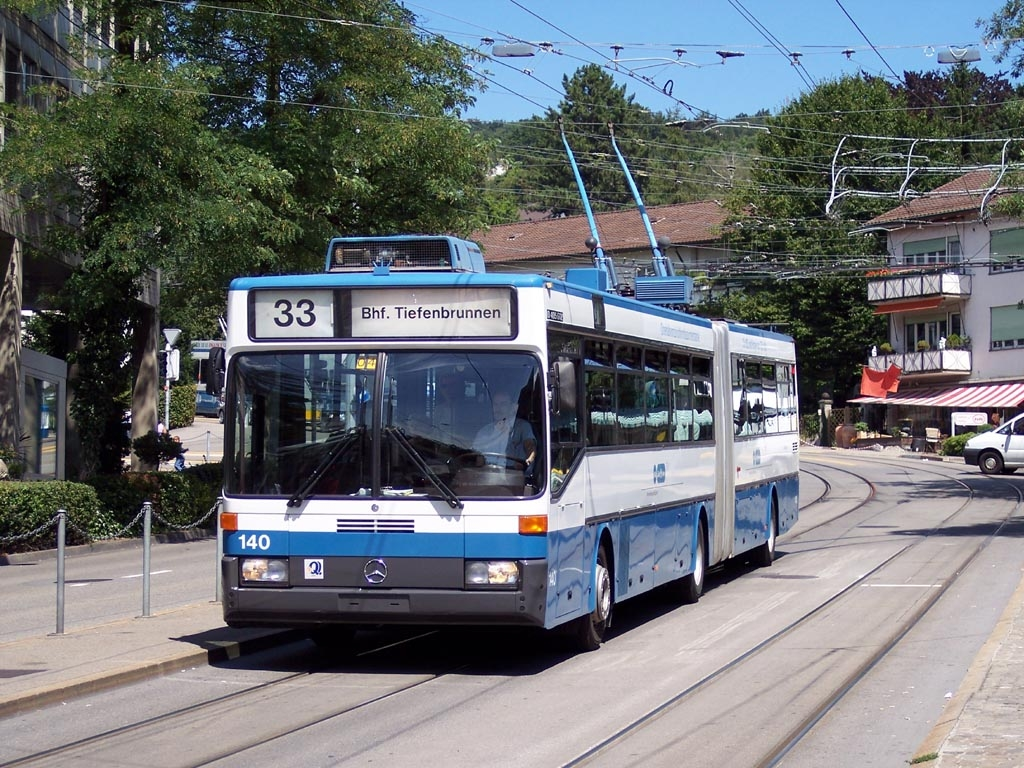
메르세데스-벤츠 O405 GTZ 트롤리버스

도시의 트램 노선은 총 54.0km의 총노선으로 6개의 트롤리버스 노선을 지원한다. 도시의 트램 노선과 마찬가지로 대부분의 트롤리버스 노선은 교외에서 교외로 운행되지만, 도심의 침투율은 트램보다 완벽하지 않다. 트램망과 마찬가지로 트롤리버스망은 600V DC의 가공 전차선을 사용하여 전철화되었으며, 일반적인 전기 공급 인프라를 공유한다.
80대의 트롤리버스가 서비스를 제공하며, 그 사이에는 연간 500만 km 이상의 차량을 운행한다. 도시의 모든 트롤리버스는 굴절된 버스로, 17대의 초대형 이중 굴절형 차량이 있다. 모든 이중 굴절형 차량과 18대의 단일 굴절형 차량은 바닥이 낮다.
트롤버스 네트워크는 연간 5,400만 명의 승객을 태우고 최대 1억 1,900만 km를 추가한다.

### 모터 버스

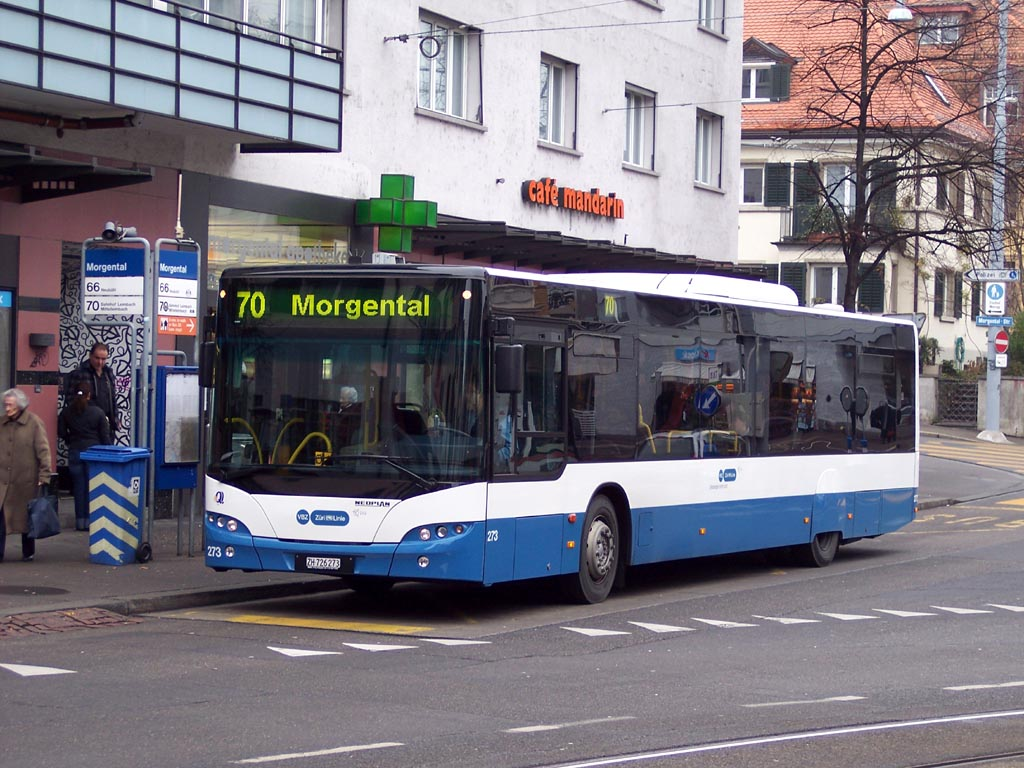
네오플란 N 4516 모터버스

VBZ는 또한 60개의 모터 버스 노선을 운행한다. 버스 노선은 도시 노선(18개 노선), 구 노선(District, 시내 9개 지역에 미니버스를 운항한는 간선 노선) 및 지방 노선(도시 주변 33개 노선)으로 세분화할 수 있다.
VBZ는 181대의 모터버스를 운행하며, 그중 85대는 일반 버스이며, 73대는 굴절된 버스이며, 23대의 버스는 미니버스이다. 8대의 굴절버스를 제외한 모든 모터버스는 바닥이 낮다. 도시 노선의 VBZ 버스는 연간 600만 km 미만의 차량을 운행한다. 구 노선은 100만 km를 추가하고, 지방 노선은 200만 km에 달한다. 또한, 지역 서비스의 대부분은 VBZ를 대신하여 운영되는 계약자에 의해 제공되며, 이러한 서비스는 연간 4백만 km를 추가로 제공한다.
도시 모터 버스 네트워크는 연간 3,700만 명의 승객을 태우고, 최대 7,500만 km를 추가한다. 구 버스 네트워크는 연간 2백만 명의 승객을 태우고, 최대 300만 km의 승객을 수용할 수 있다. 지방 버스 네트워크는 연간 2천만 명의 승객을 태우고, 최대 6,200만 km의 승객을 수용할 수 있다.

## 강삭철도

### 강삭철도 및 랙 철도

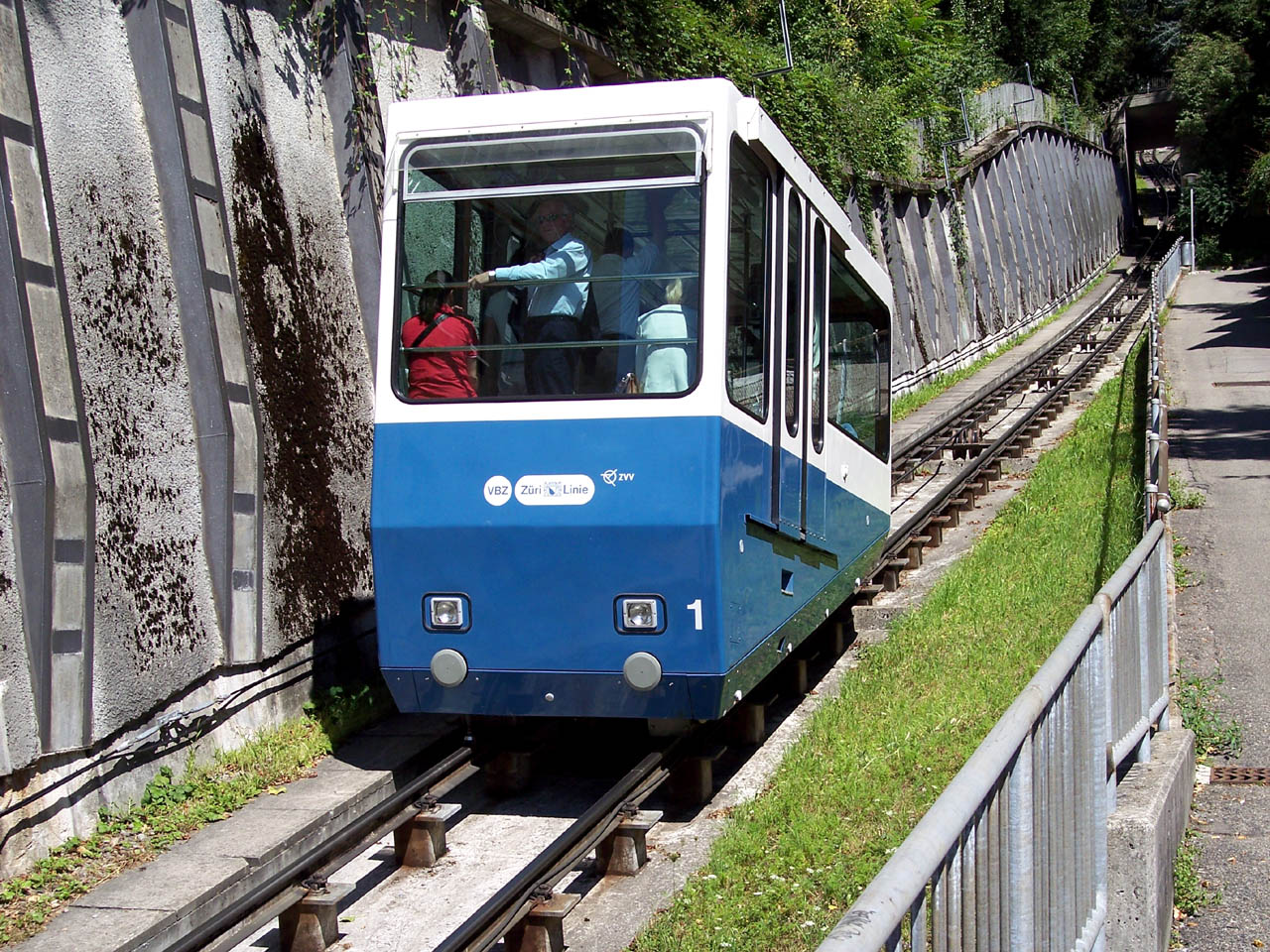
자일반 리기블리크

VBZ는 취리히 시내에서 푸니쿨라(강삭철도) 2개와 랙 철도 1대를 운영하고 있다.
- 도시의 북동쪽에 있는 리기블리크 푸니쿨라 케이블은 트램과 트롤리버스 노선이 제공하는 낮은 역과 취리히베르크 언덕의 리기블리크(Rigiblick)의 상부역과 연결된다. VBZ가 소유하고, 운영한다.
- 도시의 중심부에 있는 폴리반 푸니쿨라 케이블은 도심과 대학이 연결된다. 이 케이블카는 소유자인 은행 그룹 UBS AG를 대신하여 VBZ에 의해 운영된다.
- 취리히의 동부 교외에 있는 돌더반(Dolderbahn) 랙 철도는 트램이 제공하는 낮은 역과 돌더 그랜드 호텔(Dolder Grand Hotel) 옆에 있는 상부 역을 연결한다. 이 랙 철도는 소유자인 돌더반-베트리브스(Dolderbahn-Betriebs AG)를 대신하여 VBZ에 의해 운영된다.[5]

## 승차권

### 관세 및 티켓

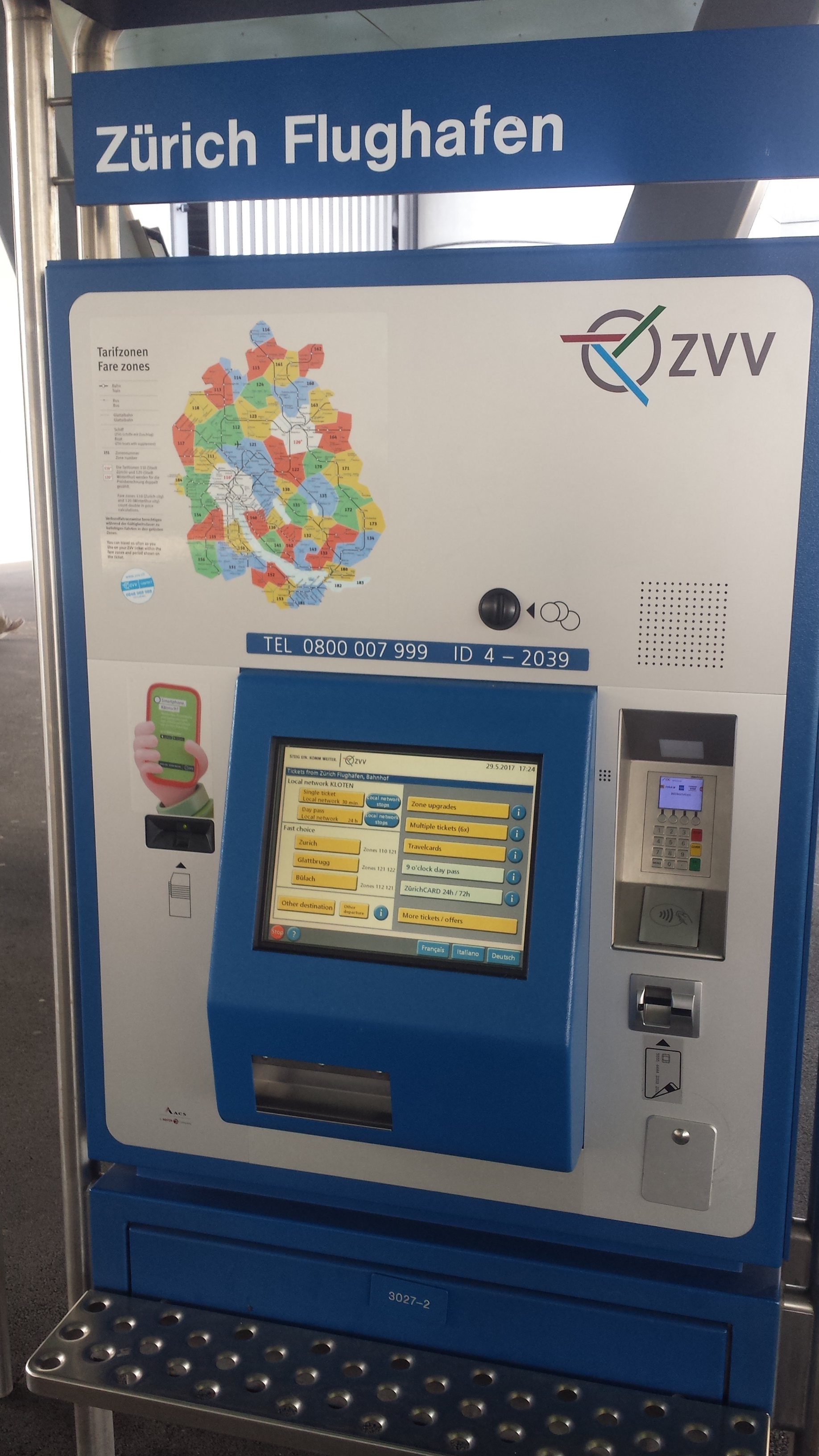
티켓 발권기

VBZ가 운영하는 모든 서비스는 결제 증명 시스템에서 작동한다. 승객은 모든 차량에 탑승하기 전에 티켓을 구매해야 한다. 승객은 모든 출입구를 통해 탑승할 수 있으며 탑승 시 티켓을 제시할 필요가 없다.
티켓은 VBZ의 모든 트램 정류장에서 발견된 기계에서 구입할 수 있으며 많은 버스 정류장에서 구입할 수 있다. 티켓 기계가 없는 버스 정류장에서 티켓이 없는 승객은 정문을 통해 탑승하고 운전석에서 티켓을 구입해야 한다. 티켓 검사는 요금 조사관으로 구성된 로빙팀에 의해 무작위로 수행되며, 유효한 티켓없이 탑승한 승객에게 과중한 벌금이 부과된다.
VBZ의 여객 서비스는 주 대중교통 당국인 취리히 교통공사(ZVV)가 제공하는 관세 및 발권 시스템 내에서 운영된다. 이 시스템은 취리히주 전체를 커버하고, 다른 많은 교통 사업자가 제공하는 서비스에 대한 여행을 연계한다. 취리히 S-반 교외 철도 네트워크를 포함한다. 전체 여정에 유효한 티켓이 제공되면, 다양한 차량, 노선, 교통수단 및 운영자 간에 무료 교통편이 허용된다.
ZVV 시스템은 본질적으로 구간이며, 여정이 통과하는 구간에 의해 설정된 개별 여정에 대한 요금이 있다. 일부 구간에서 더 높은 요금이 부과되며, 모든 구역이 동일한 체계를 적용받는 것은 아니다. 취리히시 전체가 단일 구역 내에 있지만, 일부 VBZ 노선이 도시 경계를 넘어 이동함에 따라 일부 VBZ 여정에는 멀티 구간 티켓이 필요하다. 단일 여행 및 당일 티켓을 모두 이용할 수 있으며, 유효 기간이 길어, 여러 번의 티켓을 이용할 수 있다.

### 기타 활동
여객 운송 활동 외에도 도시 쓰레기와 재활용 부서 ERZ와 공동으로 VBZ는 화물 트램을 운영하여 부피가 큰 폐기물을 수거한다. 화물 트램은 취리히 주변의 9개의 수거 지점을 운행하며, 매월 각 일간마다 호출한다. 수집된 쓰레기는 베르델즐리 트램 종점 옆에 있는 ERZ 야드에서 특별히 지어진 사이딩으로 이동한다.
VBZ는 또한 잘 갖추어진 현대 워크샵을 사용하여 유산 트램, 엔지니어링 및 수리 서비스 및 운송 컨설팅 서비스와 같은 다양한 서비스를 제공한다.
1927년, VBZ 직원들은 FC VBZ라는 자체 축구 클럽을 설립했다. 2020년 기준으로, 클럽은 여전히 활발하게 활동하고 있으며 기업 리그에서 경쟁하고 있다.